# Ryan Smith
Ryan Smith (Islington, Inglaterra, 10 de noviembre de 1986) es un futbolista Inglés. Juega de centrocampista y actualmente se encuentra sin equipo.

## Trayectoria
El joven internacional inglés, Smith empezó su carrera en el Arsenal. Hizo su debut contra el Rotherham United el 28 de octubre de 2003 a la edad de 16 años. También se las arregló para iniciar contra el Wolverhampton Wanderers y Middlesbrough. 
El 30 de septiembre de 2005, Smith fue firmado por el Leicester City en calidad de préstamo para el conjunto por la temporada 2005-06. Aunque en un principio el jugador estuvo en el primer equipo de Leicester, perdió su lugar a través de la temporada, al terminar el contrato volvió al Arsenal el 10 de marzo de 2006.
El 4 de agosto de 2006, Smith firmó un contrato de 3 años con el Derby County. Hizo su debut en el empate 2-2 contra el Southampton el 6 de agosto. Después Smith se mudó a préstamo al Millwall FC el 21 de marzo de 2007, en un acuerdo de préstamo inicial de un mes, pero esto se extendió el 17 de abril de 2007 y hasta el final de la temporada 2006-07. Smith impresionó durante su tiempo a préstamo en el Millwall FC y el entrenador Willie Donachie expresó su interés por conservar los servicios del joven. En julio de 2007, el Milwall pagó 150 000 £ para Smith, quien firmó un contrato de dos años con el club. Sin embargo, debido a las lesiones tuvo que salir del equipo.
El 3 de octubre de 2008, se unió a Southampton inicialmente en un préstamo de tres meses. El 1 de enero de 2009, Smith firmó un contrato de 6 meses. Fue liberado por Southampton el 2 de mayo de 2009. 
El 26 de agosto de 2009, firmó un contrato con el Crystal Palace. Hizo su debut en el primer equipo el 27 de agosto en la derrota 2-0 Carling Cup contra el Manchester City. Salió el 25 de enero de 2010, tras llegar al final de su contrato a corto plazo. 
El 2 de marzo firmó un contrato por 2 años con Kansas City Wizards. Smith anotó en su debut en Kansas City en una victoria por 4-0 sobre el DC United. 
En el verano de 2011, podría recalar en el Real Zaragoza S.A.D., club de la primera división de España. Fichaje recomendado y avalado por el entrenador, Javier Aguirre, por el cual ingresó en el club maño el 12 de julio de 2011 en periodo de prueba. Pero como no tuvo buena campaña, tuvo su transferencia en el Kansas City Wizards. En ese mismo año, el club, negoció los derechos de Smith tras ser transferido a Chivas USA hasta fines de 2012.
El 29 de diciembre de 2012, Smith firmó un contrato con el Skoda Xanthi FC griego, hasta finales de 2013.

## Clubes
| Club                          | País           | Año       |
| ----------------------------- | -------------- | --------- |
| Arsenal F. C.                 | Inglaterra     | 2003-2006 |
| Leicester City F. C. (cedido) | Inglaterra     | 2005-2006 |
| Derby County F. C.            | Inglaterra     | 2006-2007 |
| Millwall F. C. (cedido)       | Inglaterra     | 2006-2008 |
| Southampton F. C.             | Inglaterra     | 2008-2009 |
| Crystal Palace F. C.          | Inglaterra     | 2009-2010 |
| Kansas City Wizards           | Estados Unidos | 2010-2011 |
| C. D. Chivas USA              | Estados Unidos | 2012      |
| Skoda Xanthi F. C.            | Grecia         | 2013      |